# Буни, Вардан Геворгович
Вардан Геворгович Буни (арм. Վարդան Գևորգի Բունի настоящая фамилия — Буниатян, Բունիաթյան; 15 (27) февраля 1888, Вагаршапат — 5 июня 1960, Ереван) — армянский и советский композитор и дирижёр, конструктор музыкальных инструментов.
Родился в Вагаршапате. Учился в Эчмиадзинской духовной семинарии, где пел в хоре, созданном Комитасом. После 1908 года организовывал певческие и инструментальные ансамбли, вместе с ними гастролировал по Армении и России. В начале 1920-х годов переехал в Ереван, где в 1925 г. создал Восточный симфонический оркестр. Среди музыкантов оркестра были исполнители на кеманче, таре, каноне, дудуке и ударных, при этом в его состав не было включено ни одного европейского инструмента. Общее число оркестрантов составляло около двадцати человек.
Для того, чтобы приблизить звучание Восточного оркестра к симфоническому ансамблю европейского образца, Буни включал в него регистровые разновидности народных инструментов, которые конструировал самостоятельно. Авторству дирижёра принадлежат модификации кеманчи (сопрано, альт, бас, контрабас), тара, саза, блули, тутека, зурны. Кроме, того Буни сконструировал три разновидности дудука, одна из которых (баритоновая) в честь изобретателя была названа бунифоном. Нововведения дирижёра высоко оценил А. А. Спендиаров, отметивший, что Буни удалось существенно расширить диапазон, традиционный для ансамблей восточной музыки.
В 1936 году Восточный оркестр был распущен. Сам Буни столкнулся с недоброжелательным отношением со стороны советских властей, вместе с роспуском оркестра он лишился возможности выступать и потерял поддержку Армянского отделения Музфонда СССР, на протяжении более десяти лет его произведения не исполнялись. Лишь в 1952 г. композитор был отмечен званием Заслуженного деятеля искусств Армянской ССР. Умер в Ереване в 1960 году.
Композиторское наследие Буни включает инструментальные пьесы, обработки народных песен и авторские вокальные произведения. К последним относится цикл песен «Давид Сасунский» для голоса в сопровождении оркестра народных инструментов, написанный по одноимённому армянскому эпосу. В 1961 году этот цикл был записан на Гостелерадио Армении, оркестром руководил Арам Мерангулян.